# Zolusjka (film fra 2002)
|  | For den russisk/ukainske film fra 2002, se Zolusjka (film fra 2012) |
Zolusjka (russisk: Золушка, dansk: Askepot) er en russisk-ukrainsk musicalfilm fra 2002 instrueret af Semjon Gorov. Filmen er produceret af Melorama Production i samarbejde med det russiske Kanal 1 og ukrainske Inter.

## Medvirkende
- Julija Mavrina
- Nikolaj Baskov
- Valerij Leontjev
- Andrej Danilko som Brunhilda
- Valerij Meladze